# 福靈克里克鎮區 (北卡羅萊納州勒諾縣)
福靈克里克鎮區（英語：Falling Creek Township）是位於美國北卡羅萊納州勒諾縣的一個鎮區。

## 地方資料
福靈克里克鎮區的面積為80.03平方千米，皆為陸地。根據2020年美國人口普查的數據，當地共有人口6234人，而人口密度為每平方千米77.9人。